# Filmfare Award per il miglior regista
Il Filmfare Award per il miglior regista viene assegnato dalla rivista Filmfare come parte dell'annuale premiazione dei Filmfare Awards, dedicati al cinema indiano. La seguente lista mostra i registi vincitori e nominati di ogni anno.
- 1954
  - Bimal Roy - Do Bigha Zameen
- 1955
  - Bimal Roy - Parineeta
- 1956
  - Bimal Roy - Biraj Bahu
  - Satyen Bose - Jagriti
  - Sohrab Modi - Kundan
- 1957
  - Rajaram Vankudre Shantaram - Jhanak Jhanak Payal Baaje
- 1958
  - Mehboob Khan - Mother India
- 1959
  - Bimal Roy - Madhumati
  - B.R. Chopra - Sadhna
  - Mahesh Kaul - Talaaq
- 1960
  - Bimal Roy - Sujātā
  - L.V. Prasad - Chhoti Bahen
  - Rajaram Vankudre Shantaram - Navrang
- 1961
  - Bimal Roy - Parakh
  - K. Asif - Mughal-E-Azam
  - Kishore Sahu - Dil Apna Aur Preet Parai
- 1962
  - B.R. Chopra - Kanoon
  - Nitin Bose - Gunga Jumna
  - Radhu Karmakar - Jis Desh Mein Ganga Behti Hai
- 1963
  - Abrar Alvi - Saahib Bibi Aur Ghulam
  - Biren Nag - Bees Saal Baad
  - Mehboob Khan - Son of India
- 1964
  - Bimal Roy - Bandini
  - B.R. Chopra - Gumrah
  - C. V. Sridhar - Dil Ek Mandir
- 1965
  - Raj Kapoor - Sangam
  - Khwaja Ahmad Abbas - Shehar Aur Sapna
  - Satyen Bose - Dosti
- 1966
  - Yash Chopra - Waqt
  - Chetan Anand - Haqeeqat
  - Ramanand Sagar - Arzoo
- 1967
  - Vijay Anand - Guide
  - Asit Sen - Mamta
  - Hrishikesh Mukherjee - Anupama
- 1968
  - Manoj Kumar - Upkaar
  - A. Bhimsingh - Mehrbaan
  - A. Subba Rao - Milan
- 1969
  - Ramanand Sagar - Ankhen
  - Bhappi Soni - Brahmachari
  - Ram Maheshwari - Neel Kamal
- 1970
  - Yash Chopra - Ittefaq
  - L.V. Prasad - Jeene Ki Raah
  - Shakti Samanta - Aradhana
- 1971
  - Asit Sen - Safar
  - Raj Khosla - Do Raaste
  - Sohanlal Kanwar - Pehchaan
- 1972
  - Raj Kapoor - Mera Naam Joker
  - Hrishikesh Mukherjee - Anand
  - Shakti Samanta - Kati Patang
- 1973
  - Sohanlal Kanwar - Be-Imaan
  - Kamal Amrohi - Pakeezah
  - Manoj Kumar - Shor
- 1974
  - Yash Chopra - Daag
  - Gulzar - Achanak
  - Gulzar - Koshish
  - Raj Kapoor - Bobby
  - Rajendra Bhatia - Aaj Ki Taaza Khabar
- 1975
  - Manoj Kumar - Roti Kapda Aur Makaan
  - Anil Ganguly - Kora Kagaz
  - Basu Bhattacharya - Avishkaar
  - M.S. Sathyu - Garam Hawa
  - Shyam Benegal - Ankur
- 1976
  - Yash Chopra - Deewar
  - Gulzar - Aandhi
  - Ramesh Sippy - Sholay
  - Shakti Samanta - Amanush
  - Sohanlal Kanwar - Sanyasi
- 1977
  - Gulzar - Mausam
  - Basu Chatterjee - Chhoti Si Baat
  - Basu Chatterjee - Chitchor
  - Rajkumar Kohli - Nagin
  - Yash Chopra - Kabhi Kabhie
- 1978
  - Basu Chatterjee - Swami
  - Asrani - Chala Murari Hero Banne
  - Bhimsain - Gharaonda
  - Gulzar - Kinara
  - Manmohan Desai - Amar Akbar Anthony
- 1979
  - Satyajit Ray - Shatranj Ke Khiladi
  - Prakash Mehra - Muqaddar Ka Sikandar
  - Raj Khosla - Main Tulsi Tere Aangan Ki
  - Raj Kapoor - Satyam Shivam Sundaram
  - Yash Chopra - Trishul
- 1980
  - Shyam Benegal - Junoon
  - Hrishikesh Mukherjee - Jurmana
  - Hrishikesh Mukherjee - Gol Maal
  - Manmohan Krishna - Noorie
  - Yash Chopra - Kaala Patthar
- 1981
  - Govind Nihalani - Aakrosh
  - B.R. Chopra - Insaaf Ka Tarazu
  - Esmayeel Shroff - Thodisi Bewafai
  - Hrishikesh Mukherjee - Khubsoorat
  - J. Om Prakash - Aasha
- 1982
  - Muzaffar Ali - Umrao Jaan
  - K. Balachander - Ek Duuje Ke Liye
  - Rabindra Dharamraj - Chakra
  - Ramesh Talwar - Baseraa
  - Sai Paranjpye - Chashme Buddoor
  - Shyam Benegal - Kalyug
- 1983
  - Raj Kapoor - Prem Rog
  - B.R. Chopra - Nikaah
  - Ramesh Sippy - Shakti
  - Sagar Sarhadi - Bazaar
  - Subhash Ghai - Vidhaata
- 1984
  - Govind Nihalani - Ardh Satya
  - Mahesh Bhatt - Arth
  - Mohan Kumar - Avtaar
  - Rahul Rawail - Betaab
  - Shekhar Kapoor - Masoom
- 1985
  - Sai Paranjpye - Sparsh
  - Kundan Shah - Jaane Bhi Do Yaaro
  - Mahesh Bhatt - Saaransh
  - Prakash Mehra - Sharabi
  - Ravi Chopra - Aaj Ki Aawaz
- 1986
  - Raj Kapoor - Ram Teri Ganga Maili
  - Mahesh Bhatt - Janam
  - Rahul Rawail - Arjun
  - Ramesh Sippy - Saagar
- 1987 nessun premio
- 1988 nessun premio
- 1989
  - Mansoor Khan - Qayamat Se Qayamat Tak
  - N. Chandra - Tezaab
  - Rakesh Roshan - Khoon Bhari Maang
- 1990
  - Vidhu Vinod Chopra - Parinda
  - Mira Nair - Salaam Bombay!
  - Sooraj Barjatya - Maine Pyar Kiya
  - Subhash Ghai - Ram Lakhan
  - Yash Chopra - Chandni
- 1991
  - Rajkumar Santoshi - Ghayal
  - Mahesh Bhatt - Aashiqui
  - Mukul S. Anand - Agneepath
  - Ravi Raja - Pratibandh
- 1992
  - Subhash Ghai - Saudagar
  - Lawrence D'Souza - Saajan
  - Mahesh Bhatt - Dil Hai Ki Manta Nahin
  - Randhir Kapoor - Henna
  - Yash Chopra - Lamhe
- 1993
  - Mukul S. Anand - Khuda Gawah
  - Indra Kumar - Beta
  - Mansoor Khan - Jo Jeeta Wohi Sikandar
- 1994
  - Rajkumar Santoshi - Damini
  - David Dhawan - Aankhen
  - Mahesh Bhatt - Hum Hain Rahi Pyar Ke
  - Subhash Ghai - Khalnayak
  - Yash Chopra - Darr
- 1995
  - Sooraj Barjatya - Hum Aapke Hain Koun...!
  - Mehul Kumar - Krantiveer
  - Rajiv Rai - Mohra
  - Rajkumar Santoshi - Andaz Apna Apna
  - Vidhu Vinod Chopra - 1942 A Love Story
- 1996
  - Aditya Chopra - Dilwale Dulhania Le Jayenge
  - Indra Kumar - Raja
  - Mansoor Khan - Akele Hum Akele Tum
  - Rakesh Roshan - Karan Arjun
  - Ram Gopal Varma - Rangeela
- 1997
  - Shekhar Kapur - Bandit Queen
  - Dharmesh Darshan - Raja Hindustani
  - Gulzar - Maachis
  - Parto Ghosh - Agni Sakshi
  - Rajkumar Santoshi - Ghatak
- 1998
  - J.P. Dutta - Border
  - Priyadarshan - Virasat
  - Rajiv Rai - Gupt
  - Subhash Ghai - Pardes
  - Yash Chopra - Dil To Pagal Hai
- 1999
  - Karan Johar - Kuch Kuch Hota Hai
  - Abbas Alibhai Burmawalla and Mustan Alibhai Burmawalla - Soldier
  - Ram Gopal Varma - Satya
  - Sohail Khan - Pyaar Kiya To Darna Kya
  - Vikram Bhatt - Ghulam
- 2000
  - Sanjay Leela Bhansali - Hum Dil De Chuke Sanam
  - David Dhawan - Biwi No.1
  - John Matthew Matthan - Sarfarosh
  - Mahesh Manjrekar - Vaastav
  - Subhash Ghai - Taal
- 2001
  - Rakesh Roshan - Kaho Naa... Pyaar Hai
  - Aditya Chopra - Mohabbatein
  - Dharmesh Darshan - Dhadkan
  - Mansoor Khan - Josh
  - Vidhu Vinod Chopra - Mission Kashmir
- 2002
  - Ashutosh Gowariker - Lagaan
  - Anil Sharma - Gadar: Ek Prem Katha
  - Farhan Akhtar - Dil Chahta Hai
  - Karan Johar - Kabhi Khushi Kabhi Gham
  - Santosh Sivan - Asoka
- 2003
  - Sanjay Leela Bhansali - Devdas
  - Abbas Alibhai Burmawalla and Mustan Alibhai Burmawalla - Humraaz
  - Ram Gopal Varma - Company
  - Sanjay Gupta - Kaante
  - Vikram Bhatt - Raaz
- 2004
  - Rakesh Roshan - Koi... Mil Gaya
  - J.P. Dutta - LOC Kargil
  - Nikhil Advani - Kal Ho Naa Ho
  - Rajkumar Hirani - Munnabhai M.B.B.S.
  - Ram Gopal Varma - Bhoot
  - Satish Kaushik - Tere Naam
- 2005
  - Kunal Kohli - Hum Tum
  - Ashutosh Gowariker - Swades
  - Farah Khan - Main Hoon Na
  - Farhan Akhtar - Lakshya
  - Rajkumar Santoshi - Khakee
  - Yash Chopra - Veer-Zaara
- 2006
  - Sanjay Leela Bhansali - Black
  - Madhur Bhandarkar - Page 3
  - Nagesh Kukunoor - Iqbal
  - Pradeep Sarkar - Parineeta
  - Ram Gopal Varma - Sarkar
- 2007
  - Rakeysh Omprakash Mehra - Rang De Basanti
  - Karan Johar - Kabhi Alvida Naa Kehna
  - Rakesh Roshan - Krrish
  - Rajkumar Hirani - Lage Raho Munnabhai
  - Sanjay Gadhvi - Dhoom 2
  - Vishal Bharadwaj - Omkara
- 2008
  - Aamir Khan - Taare Zameen Par (Like Stars on Earth)
  - Anurag Basu - Life in a... Metro
  - Farah Khan - Om Shanti Om
  - Imtiaz Ali - Jab We Met
  - Mani Ratnam - Guru
  - Shimit Amin - Chak De! India
- 2009
  - Ashutosh Gowariker - Jodhaa Akbar
  - A.R. Murugadoss - Ghajini
  - Abhishek Kapoor - Rock On!!
  - Aditya Chopra - Rab Ne Bana Di Jodi
  - Madhur Bhandarkar - Fashion
  - Neeraj Pandey - A Wednesday!
- 2010
  - Rajkumar Hirani - 3 Idiots
  - Anurag Kashyap - Dev D
  - Ayan Mukerji - Wake Up Sid
  - Imtiaz Ali - Love Aaj Kal
  - R. Balakrishnan - Paa
  - Vishal Bharadwaj - Kaminey
- 2011
  - Karan Johar - My Name Is Khan
  - Abhinav Kashyap - Dabangg
  - Manish Sharma - Band Baaja Baaraat
  - Sanjay Leela Bhansali - Guzarish
  - Vikramaditya Motwane - Udaan